# Antonio Bottazzi
Antonio Bottazzi (Cremona - 1870) foi um pintor italiano, ativo no século XIX na Lombardia. 

## Biografia
Bottazzi nasceu em Cremona e estudou na Academia de Belas Artes de Milão, contemporâneo de Pietro Bignami de Lodi. Ele pintou retratos, assuntos históricos e sagrados. Ele pintou uma Glória da Virgem para a Catedral de Lodi,  um retábulo da Assunção da Virgem (1834) para a igreja paroquial de Roncadello, um duelo de Henrique IV, Sacro Imperador Romano e o Gonfaloniere de Cremona, Giovanni Baldesio. Antonio realizou afrescos dos quatro evangelistas da igreja paroquial de Castelleone.